# Attics to Eden
Attics to Eden (en español Áticos al Edén) es el segundo álbum de estudio de la banda estadounidense Madina Lake. Fue lanzado el 1 de mayo de 2009 en Australia, el 4 de mayo en el Reino Unido y el 5 de mayo en Estados Unidos. La lista de canciones fue anunciada en enero de 2009 por la revista musical británica Kerrang!. El álbum alcanzó el número 44 en el UK Albums Chart del Reino Unido.

## Lista de canciones
Todas las canciones fueron escritas por Madina Lake
1. "Never Take Us Alive" - 3:00
2. "Let's Get Outta Here" - 2:59
3. "Legends" - 3:00
4. "Criminals" - 3:57
5. "Through the Pain" - 3:27
6. "Never Walk Alone" - 2:42
7. "Not for This World" - 3:12
8. "Welcome to Oblivion" - 3:03
9. "Silent Voices Kill" - 2:53
10. "Statistics" - 3:02
11. "Friends & Lovers" - 3:49
12. "Lila, the Divine Game" - 2:20

Digital Bonus Tracks
1. "Never Take Us Alive" (From the Attic mix) - 3:28 (also a Play.com exclusive pre-order bonus).[5]
2. "What's the Point" - 2:33
3. "Scorched Earth" - 3:03

Japan bonus track
1. "Angel" - 3:22[6]